# Kentucky Colonels (1967-1976)
Kentucky Colonels was een Amerikaanse basketbalploeg die bestond van 1967 tot 1976 en uitkwam in de American Basketball Association.

## Geschiedenis
De Kentucky Colonels werden opgericht in 1967 en was samen met de Indiana Pacers de enige ploeg die alle seizoenen speelde in de geschiedenis van de American Basketball Association. Toen de ABA en NBA samengingen in 1977 stopten de Colonels met bestaan nadat ze ervoor kozen niet over te stappen naar de NBA. De Colonels werden kampioen in de ABA in het seizoen 1974/75.

## Resultaten
| Seizoen | Winst | Verlies | Play-offs                     | Coach                               |
| ------- | ----- | ------- | ----------------------------- | ----------------------------------- |
| 1967/68 | 36    | 42      | Eastern Division Halve finale | John Givens Gene Rhodes             |
| 1968/69 | 42    | 36      | Eastern Division Halve finale | Gene Rhodes                         |
| 1969/70 | 45    | 39      | Eastern Division Finale       | Gene Rhodes                         |
| 1970/71 | 44    | 40      | ABA Finale                    | Gene Rhodes Alex Groza Frank Ramsey |
| 1971/72 | 68    | 16      | Eastern Division Halve finale | Joe Mullaney                        |
| 1972/73 | 56    | 28      | ABA Finale                    | Joe Mullaney                        |
| 1973/74 | 53    | 31      | Eastern Division Finale       | Babe McCarthy                       |
| 1974/75 | 58    | 26      | ABA-kampioen                  | Hubie Brown                         |
| 1975/76 | 46    | 38      | Halve finale                  | Hubie Brown                         |

## Spelers en coaches

### Spelers
- Henry Akin 1968-69
- Dan Anderson 1968-69
- Bird Averitt 1974-76
- Jimmie Baker 1975-76
- Howard Bayne 1967-68
- Orb Bowling 1967-68
- Bill Bradley 1967-68
- Jim Bradley 1973-75
- Jim Caldwell 1967-69
- Darel Carrier 1967-72
- Bill Chamberlain 1972-73
- Wayne Chapman 1968-70
- Steve Chubin 1969-70
- Larry Conley 1967-68
- Jimmy Dan Conner 1975-76
- Bobby Croft 1970-71
- Louie Dampier 1967-76
- Ollie Darden 1968-70
- Penny Ann Early 1968-69
- John Fairchild 1969-70
- David Gaines 1967-68
- Mike Gale 1971-74
- Artis Gilmore 1971-76
- Travis Grant 1975-76
- Tom Hagan 1970-71
- Dennis Hamilton 1970-71
- Joe Hamilton 1973-75
- Dan Hester 1970-71

- Les Hunter 1970-72
- Dan Issel 1970-75
- Billy James 1973-74
- Stew Johnson 1967-68
- Caldwell Jones 1975-76
- Collis Jones 1973-74
- Johnny Jones 1968-69
- Wil Jones 1974-76
- Kevin Joyce 1975-76
- Ron King 1973-74
- Tommy Kron 1969-70
- Reggie Lacefield 1968-69
- Wendell Ladner 1972-74
- Manny Leaks 1968-69
- Jim Ligon 1967-71
- Sam Little 1969-70
- Gene Littles 1974-75
- Paul Long 1968-69
- Maurice Lucas 1975-76
- Randy Mahaffey 1967-69
- Ted McClain 1974-76
- Jim McDaniels 1975-76
- Eldon McGriff 1968-69
- Gene Moore 1968-70
- Rick Mount 1972-74
- Allen Murphy 1975-76
- Willie Murrell 1969-70
- Cotton Nash 1967-68

- Johnny Neumann 1975-76
- Jimmy O'Brien 1971-73
- Bud Olsen 1969-70
- Tom Owens 1975-76
- Cincy Powell 1970-72
- Mike Pratt 1970-72
- Bobby Rascoe 1967-70
- Kendall Rhine 1967-68
- Red Robbins 1973-75
- Joe Roberts 1967-68
- Marv Roberts 1974-75
- Johnny Roche 1973-75
- Pierre Russell 1971-73
- Rubin Russell 1967-68
- Walt Simon 1970-74
- Sam Smith 1968-71
- George Sutor 1967-68
- Keith Swagerty 1969-70
- Ron Thomas 1972-76
- George Tinsley 1969-70
- Jan van Breda Kolff 1975-76
- Claude Virden 1972-73
- Bobby Washington 1969-70
- Al Williams 1970-71
- Chuck Williams 1973-74
- Gene Williams 1969-70
- Tommy Woods 1967-68
- Howie Wright 1970-72

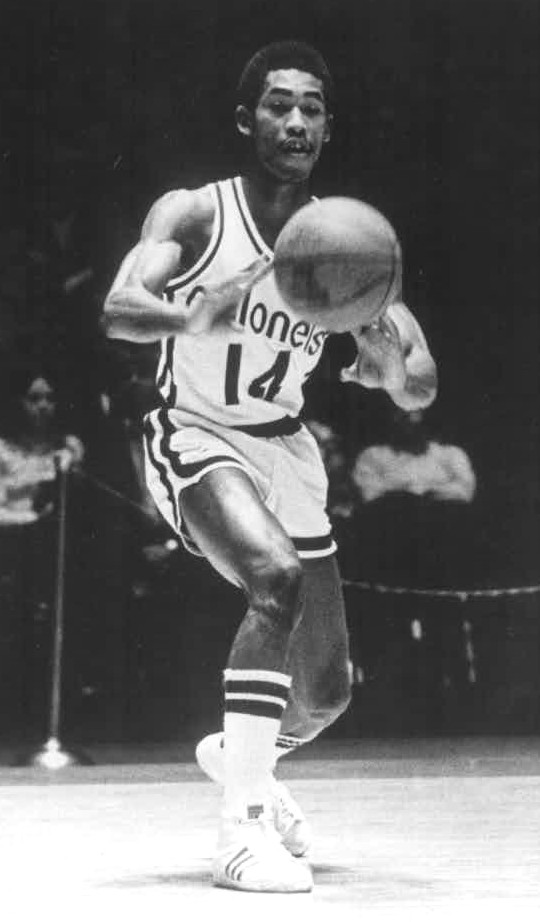
Bird Averitt
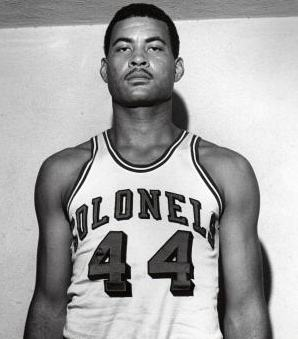
Reggie Lacefield
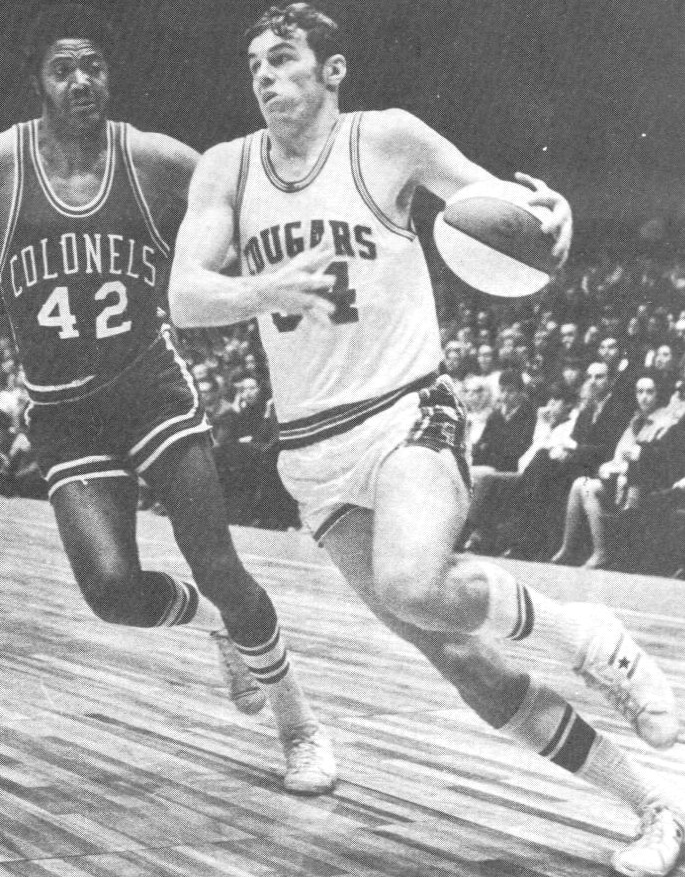
Ollie Darden (links)
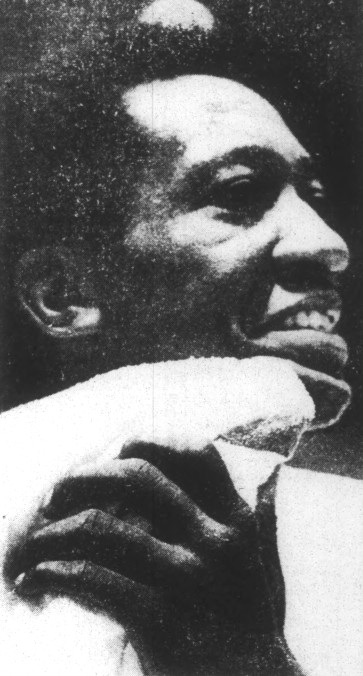
Jim Ligon
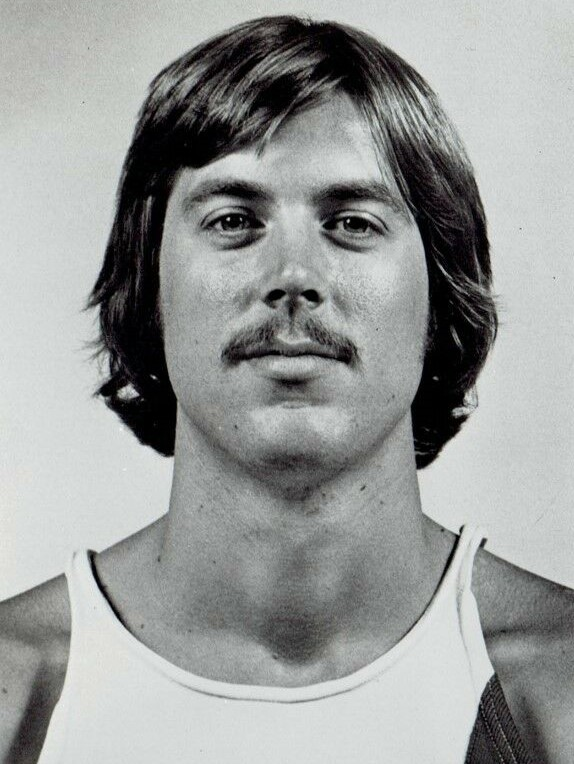
Jan van Breda Kolff in 1979

### Coaches
| Nr | Jaar      | Coach         | Prijzen       |
| -- | --------- | ------------- | ------------- |
| 1  | 1967      | John Givens   |               |
| 2  | 1967-1970 | Gene Rhodes   |               |
| 3  | 1970      | Alex Groza    |               |
| 4  | 1970-1971 | Frank Ramsey  |               |
| 5  | 1971-1973 | Joe Mullaney  |               |
| 6  | 1973-1974 | Babe McCarthy |               |
| 7  | 1974-1976 | Hubie Brown   | ABA 1974-1975 |